# Mai più noi due
Mai più noi due è un brano musicale scritto e cantato dalla cantante italiana Dolcenera. Il brano è inserito nel suo secondo album in studio Un mondo perfetto, pubblicato nel 2005, ed è stato estratto come singolo radiofonico di lancio per questo lavoro.

## La canzone
Il brano è stato presentato da Dolcenera per la prima volta nel corso della semifinale di Music Farm 2, durante la sfida con la cantautrice Mariella Nava avvenuta il 29 aprile 2005. Il brano è stato interpretato da Dolcenera anche durante la finalissima del 6 maggio 2005, che le ha consegnato la vittoria.
La canzone Mai più noi due è un lento guidato dal pianoforte suonato dalla cantautrice stessa. Il testo è autobiografico e racconta la fine di quella che, fino a quel momento, era stata la storia d'amore più importante per Dolcenera. Il testo è in bilico tra la forte nostalgia per le piccole cose che rappresentano l'amore ormai terminato, e la speranza di poter iniziare una nuova vita. In particolare, Dolcenera ha definito Mai più noi due una «canzone terapeutica», in grado di farla sentire meglio dopo averla cantata.

## Altre versioni
Oltre alla versione tradizionale, all'interno dell'album Un mondo perfetto è presente anche una versione alternativa del brano, in cui la voce di Dolcenera è accompagnata solamente dal suo pianoforte.
Nel singolo Continua, pubblicato nell'autunno 2005, viene inclusa la versione integrale del brano, che fino a quel momento non era mai stata commercializzata.
Nell'edizione speciale di Un mondo perfetto è presente anche un'esibizione dal vivo avvenuta durante un concerto a Trento, in Piazza Duomo.

## Tracce
Le tracce presenti nel promo CD sono 3:
1. Mai più noi due – Radio edit
2. Mai più noi due – Pianovocecolori
3. Mai più noi due – Versione Demo

## Il videoclip
Per questa canzone è stato anche realizzato un videoclip per la regia di Gaetano Morbioli, avente come protagonista femminile la stessa Dolcenera. Nel video si racconta l'evoluzione di una storia d'amore attraverso i cambiamenti che avvengono in una casa: nelle prime scene si vede l'istante in cui la coppia si trasferisce nella nuova abitazione, mentre in quelle conclusive la casa torna ad essere vuota, dopo la separazione tra i due conviventi. Per simboleggiare la tenerezza dell'amore, Dolcenera viene mostrata mentre tiene in braccio un gattino bianco e nero.
Il video è incluso nel DVD presente nella riedizione di Un mondo perfetto, pubblicata nel novembre 2005.